# André Burakovsky
André Burakovsky (Klagenfurt, 9 febbraio 1995) è un hockeista su ghiaccio svedese.

## Carriera
Dal 2011 al 2013 ha indossato la maglia dei Malmö Redhawks. Nella stagione 2013/14 ha giocato in OHL con gli Erie Otters, mentre per l'annata successiva è approdato in NHL con i Washington Capitals.
Dopo un periodo agli Hershey Bears in AHL, ha fatto ritorno ai Washington Capitals, in cui milita dal 2015.
Con la nazionale svedese ha conquistato la medaglia d'argento ai campionati mondiali under-18 nel 2012, la medaglia d'argento ai campionati mondiali giovanili nel 2014 e ha partecipato ai campionati mondiali assoluti nel 2016.